# Panel de control (Windows)
El Panel de Control es una parte de la interfaz gráfica del sistema Microsoft Windows, la cual permite a los usuarios ver ajustes y controles básicos del sistema, tales como agregar nuevo hardware, gestionar las cuentas de usuario de Windows, tener acceso a opciones de accesibilidad, entre otras opciones de sonido y pantalla. 
El Panel de Control ha sido una parte inherente del sistema operativo de Microsoft Windows a partir de la versión 1.0 hasta las últimas ediciones. El Panel de Control es un programa independiente, no una carpeta como aparece, que se puede acceder desde el menú inicio (hasta Windows 7), y se almacena en el directorio system32.
En Windows 10, el Panel de Control es parcialmente reemplazado por la aplicación "Configuración", la cual se incluyó por primera vez en Windows 8, y que posteriormente fue mejorada, trayendo configuraciones del panel de control a dicha aplicación.

## Configuraciones del panel de control
El panel de control cuenta con varias configuraciones, de las cuales se destacan:
- Barra de tareas: Tiene como fin, configurar y deshabilitar las opciones de la barra de tareas, como Mostrar Inicio Rápido, ocultar los íconos, cambiar los atributos (hay dos opciones que son el Clásico y el Moder Windows XP) o Vista. En Windows 7, se eliminó el menú inicio clásico.

- Centro de Seguridad: introducido en la versión de Windows XP Service Pack 2 para mantener la seguridad frente a virus, gusanos y troyanos. Fue reemplazado en Windows 7 como el "Centro de actividades".

- Firewall de Windows un cortafuegos que no permite que ningún programa salga de la red. Sin embargo, aunque el cortafuegos es muy seguro, un usuario experto puede aprovechar hasta el punto más débil del sistema. En Windows 7, fue renombrado como Centro de Actividades.

- Actualizaciones Automáticas Windows Update quien tiene como propósito mantener las aplicaciones al día. En la versión SP2, Actualizaciones automáticas viene activado cómo por defecto.

- Modo pantalla o muestre mensajes, fotos o diseños al azar.
  - Pantalla: se puede cambiar la resolución de la pantalla y la cantidad de colores que muestra.
  - Configuraciones adicionales: se puede configurar la barra de inicio.
  - Opciones de las carpetas: permite configurar la forma de cómo se ven las carpetas.

- Impresoras y otro hardware:

En esta sección se pueden configurar varios dispositivos externos que se conectan a la computadora como son: controladores de video juegos, teclados, “mouse”, módem, impresoras, escáner, cámaras, etc.
- Conexiones de red e Internet:

En esta sección se puede configurar todo lo relacionado con redes:
- - Conexiones por cables
  - Conexiones inalámbricas
  - Opciones de Internet Explorer
  - Asistente de conexión a internet
  - Firewall de Windows
  - Crear nuevas conexiones

- Cuentas de usuario:

Se pueden agregar, borrar o modificar las cuentas de los usuarios. Entre las modificaciones que se pueden realizar en esta sección están:
- - Cambiar la imagen que identifica al usuario
  - Cambiar clave
  - Cambiar el tipo de usuario (cuenta limitada o de administrador)
  - Habilitar o deshabilitar la cuenta de “Invitado” para dar acceso a personas que ocasionalmente utilicen la computadora

- Agregar o quitar programas:

Como dice su nombre, permite agregar o quitar programas instalados en la computadora, al entrar en esta sección, aparecerá una lista de los programas instalados, cuánto ocupan en el disco y con qué frecuencia se utiliza. Adicionalmente se pueden agregar o quitar componentes de Windows como Messenger, MSN Explorer o Outlook Express. En Windows Vista y Windows 7, fue renombrado por Programas y características.
- Opciones de idioma, fecha y hora:

Esta categoría le brinda la disponibilidad al usuario de cambiar la fecha y la hora de la computadora; adicionalmente, se puede seleccionar el país e idioma que desee utilizar en Windows para uso del teclado, sistema de medidas y monedas.
'*Sonido, voz y equipo de audio:'
en esta categoría aparecerán las propiedades de los dispositivos de sonido, altavoces y equipos especiales de voz. Inclusive, si la computadora dispone de otros equipos de sonido adicionales a los que están incorporados en la computadora, también se pueden administrar en esta sección. 
- Opciones de accesibilidad:

Adecua varias de las opciones de Windows para que puedan utilizarlo personas con alguna discapacidad especial. Entre los ajustes que se pueden hacer en esta sección están:
- - Teclado: Se pueden realizar cambios para que el usuario escuche tonos al tocar las teclas de mayúsculas y detectar cuando el usuario deja oprimida alguna tecla por error.
  - Sonido: Opciones para generar avisos visuales cuando ocurren sonidos y otros cambios.
  - Pantalla: ajusta los tipos de letras y colores para que personas con deficiencias visuales puedan ver mejor.
  - Mouse: Permite realizar cambios en Windows para que la persona pueda utilizar algunas teclas para mover el mouse.
  - General: En esta sección se pueden hacer ajustes generales de las características de accesibilidad.

- Rendimiento y mantenimiento:

En esta sección se pueden realizar cambios más completos en el funcionamiento del hardware en Windows, como el manejo de los discos duros y ajuste del uso energético de la computadora.
- Control de cuentas de usuario (UAC):

Esta opción fue incluida a partir de Windows Vista. Su objetivo es mejorar la seguridad de Windows al impedir que aplicaciones maliciosas hagan cambios no autorizados en el ordenador, a su vez permite visualizar las acciones de las cuentas para chequeo de accesibilidad.